# Arp 295
Arp 295 ist ein interagierendes Galaxienpaar (MCG -1-60-21 & MCG -1-60-22) im Sternbild Wassermann auf der Ekliptik, die schätzungsweise 316 Millionen Lichtjahre von der Milchstraße entfernt ist.
Halton Arp gliederte seinen Katalog ungewöhnlicher Galaxien nach rein morphologischen Kriterien in Gruppen. Dieses Galaxienpaar gehört zu der Klasse Galaxien mit langen Filamenten.